# Discocalyx pygmaea
Discocalyx pygmaea är en viveväxtart som beskrevs av Kanehira och Hatusima. Discocalyx pygmaea ingår i släktet Discocalyx och familjen viveväxter. Inga underarter finns listade i Catalogue of Life.